# Coupe du monde de rugby à sept
La Coupe du monde de rugby à sept est la plus importante compétition internationale de rugby à sept. La première édition s'est déroulée en Écosse en 1993 et depuis, elle a lieu tous les 4 ans.
La récompense est la Melrose Cup qui tient son nom de la ville écossaise de Melrose où serait né le rugby à sept.

## Historique
La Coupe du monde de rugby à sept est à l'origine une proposition du Scottish Rugby Union à l'International Rugby Football Board. Le premier tournoi international de cette discipline s'est tenu à Murrayfield à Édimbourg en avril 1973.
La première édition de la Coupe du monde est organisée en 1993, également à Murrayfield. Elle voit l'Angleterre remporter le premier titre mondial.
En 1997, Hong Kong, qui a joué un rôle important dans le développement international du rugby à sept, organise la Coupe du monde. La finale, gagnée par les Fidji face à l'Afrique du Sud, est encore considérée comme l'un des meilleurs matches de rugby à sept de tous les temps.
L'édition 2001, organisée à Mar del Plata en Argentine, va ajouter un autre chapitre à la légende néo-zélandaise Jonah Lomu. Lomu, qui a peu joué pendant les poules, saisit sa chance lorsque le capitaine néo-zélandais et légende du rugby à sept, Eric Rush, se casse la jambe contre l'Angleterre dans le dernier match de poule. Lomu inscrit 3 essais en finale.
La Coupe du monde retourne à Hong Kong en 2005. Waisale Serevi, qui revient de sa retraite pour prendre le rôle de capitaine des Fidji, ajoute un titre à sa carrière en donnant à son pays sa deuxième Melrose Cup. Ce faisant, ils privent la Nouvelle-Zélande d'un deuxième titre consécutif et privent l'Angleterre de l'occasion d'être la première nation à être championne du monde à la fois à quinze et à sept.
En 2009, la Coupe du monde connaît pour la première fois de son histoire une épreuve féminine. L'Australie remporte la compétition.
Le meilleur marqueur d'essais en Coupe du monde est l'ailier fidjien Marika Vunibaka qui a marqué 23 essais en trois participations depuis ses débuts en 1997. 
En 2013, la Coupe du monde a lieu à Moscou, du 28 au 30 juin 2013. La Nouvelle-Zélande y remporte son deuxième sacre après avoir éliminé les deux précédents vainqueurs : les Gallois en quarts, les Fidjiens en demi-finales.
En 2018, la Coupe du monde se déroule du 20 au 22 juillet 2018 à l'AT&T Park de San Francisco aux États-Unis. Ce tournoi est la septième édition de la compétition masculine et la troisième de la compétition féminine. Comme en 2013, elle se termine par un doublé des deux équipes masculines et féminines de Nouvelle-Zélande.

## Palmarès

### Hommes
| Année | Hôte                       | Finale           | Finale  | Finale           |
| Année | Hôte                       | Vainqueur        | Score   | Finaliste        |
| ----- | -------------------------- | ---------------- | ------- | ---------------- |
| 1993  | Édimbourg, Écosse          | Angleterre       | 21 – 17 | Australie        |
| 1997  | Hong Kong                  | Fidji            | 24 – 21 | Afrique du Sud   |
| 2001  | Argentine, Mar del Plata   | Nouvelle-Zélande | 31 – 12 | Australie        |
| 2005  | Hong Kong, Chine           | Fidji            | 29 – 19 | Nouvelle-Zélande |
| 2009  | Dubaï, Émirats arabes unis | Pays de Galles   | 19 – 12 | Argentine        |
| 2013  | Moscou, Russie             | Nouvelle-Zélande | 33 – 0  | Angleterre       |
| 2018  | San Francisco, États-Unis  | Nouvelle-Zélande | 33 – 12 | Angleterre       |
| 2022  | Le Cap, Afrique du Sud     | Fidji            | 29 – 12 | Nouvelle-Zélande |

L'édition 2017 est décalée en 2018 en raison des Jeux olympiques d'été 2016.

### Femmes
| Année | Hôte                       | Finale           | Finale  | Finale           |
| Année | Hôte                       | Vainqueur        | Score   | Finaliste        |
| ----- | -------------------------- | ---------------- | ------- | ---------------- |
| 2009  | Dubaï, Émirats arabes unis | Australie        | 19 – 12 | Nouvelle-Zélande |
| 2013  | Moscou, Russie             | Nouvelle-Zélande | 29 – 12 | Canada           |
| 2018  | San Francisco, États-Unis  | Nouvelle-Zélande | 29 – 0  | France           |
| 2022  | Le Cap, Afrique du Sud     | Australie        | 24 – 22 | Nouvelle-Zélande |

L'édition 2017 féminine est également décalée en 2018 en raison des Jeux olympiques d'été 2016.